# Elecciones estatales de Quintana Roo de 2024
Las elecciones estatales de Quintana Roo de 2024 se llevaron a cabo el domingo 2 de junio de 2024 y en ellas se renovaron los siguientes cargos de elección popular del estado mexicano de Quintana Roo:
- 25 diputados estatales: 15 diputados electos por mayoría relativa y 10 designados mediante representación proporcional para integrar la XVIII Legislatura.
- 11 ayuntamientos: Compuestos por un presidente municipal, un síndico y un grupo de regidores. Electos para un periodo de tres años.

## Organización

### Partidos políticos
En las elecciones estatales tienen derecho a participar ocho partidos políticos. Siete son partidos políticos con registro nacional: Partido Acción Nacional (PAN), Partido Revolucionario Institucional (PRI), Partido de la Revolución Democrática (PRD), Partido del Trabajo (PT), Partido Verde Ecologista de México (PVEM), Movimiento Ciudadano (MC) y Movimiento Regeneración Nacional (Morena). Y el partido político estatal Más Apoyo Social (MAS).

### Distritos electorales
Para la elección de diputados de mayoría relativa del Congreso del Estado de Quintana Roo el estado se divide en 15 distritos electorales. La distritación electoral vigente fue publicada por el Instituto Nacional Electoral en diciembre de 2022.
| Distrito | Cabecera               | Municipios                                      | Mapa |
| -------- | ---------------------- | ----------------------------------------------- | ---- |
| 1        | Kantunilkín            | Benito Juárez, Lázaro Cárdenas y Puerto Morelos |      |
| 2        | Cancún                 | Benito Juárez                                   |      |
| 3        | Cancún                 | Benito Juárez                                   |      |
| 4        | Cancún                 | Benito Juárez e Isla Mujeres                    |      |
| 5        | Cancún                 | Benito Juárez                                   |      |
| 6        | Cancún                 | Benito Juárez                                   |      |
| 7        | Cancún                 | Benito Juárez                                   |      |
| 8        | Cancún                 | Benito Juárez                                   |      |
| 9        | Playa del Carmen       | Solidaridad                                     |      |
| 10       | Playa del Carmen       | Solidaridad                                     |      |
| 11       | Cozumel                | Cozumel y Solidaridad                           |      |
| 12       | Tulum                  | Solidaridad y Tulum                             |      |
| 13       | Felipe Carrillo Puerto | Felipe Carrillo Puerto y José María Morelos     |      |
| 14       | Chetumal               | Bacalar y Othón P. Blanco                       |      |
| 15       | Chetumal               | Othón P. Blanco                                 |      |

## Coaliciones electorales

### Sigamos Haciendo Historia en Quintana Roo
|  | |
|  | Movimiento Regeneración Nacional - 8 diputados. Distritos 1, 2, 6, 7, 9, 12, 13 y 15 - Ayuntamientos: Bacalar, Benito Juárez, Cozumel, Felipe Carrillo Puerto, Isla Mujeres, Othon P. Blanco, Solidaridad, Tulúm |
|  | Partido Verde Ecologista de México - 3 diputados. Distritos 4, 10 y 11 - Ayuntamientos: Puerto Morelos |
|  | Partido del Trabajo - 3 diputados. Distritos 3, 5 y 14 - Ayuntamientos: Lázaro Cárdenas |

Los partidos de Movimiento Regeneración Nacional, Partido Verde Ecologista de México y Partido del Trabajo conformaron la coalición Sigamos Haciendo Historia en Quintana Roo. Originalmente se había considerado igualmente la integración del partido local Más Apoyo Social, al cual se le asignaron exclusivamente regidurías, pero posteriormente decidió postular a candidatos de forma independiente. La coalición decidió que para la elección de diputados el partido Morena postularía candidatos en ocho distritos, mientras que el Partido Verde y el Partido del Trabajo harían la designación de candidatos en tres distritos cada uno. Para la elección de ayuntamientos, Morena nombró a los candidatos a presidentes municipales en ocho ayuntamientos, mientras que el Partido Verde y el Partido del Trabajo designaron al candidato en un municipio cada uno. En el municipio de José María Morelos la coalición no presentó candidato de unidad para el ayuntamiento.

### Fuerza y Corazón por Quintana Roo
|  | |
|  | Partido Acción Nacional - 7 diputados. Distritos 1, 2, 6, 7, 8, 10 y 15 - 5 ayuntamientos: Isla Mujeres, José María Morelos, Lázaro Cárdenas, Othón P. Blanco, Solidaridad               |
|  | Partido Revolucionario Institucional - 7 diputados. Distritos 3, 4, 9, 11, 12, 13 y 14 - 6 ayuntamientos: Bacalar, Benito Juárez, Cozumel, Felipe Carrillo Puerto, Puerto Morelos, Tulúm |

Los partidos de Partido Revolucionario Institucional y el Partido Acción Nacional conformaron la coalición Fuerza y Corazón por Quintana Roo, a pesar de que a nivel federal, al igual que en los distritos federales de Quintana Roo, forma parte de la alianza, el Partido de la Revolución Democrática rechazó la alianza estatal, argumentando un beneficio en las urnas y la competitividad de sus candidatos.
Para la elección de diputados, cada partido hace la designación del candidato en siete distritos. En el distrito 5 la coalición presenta candidatos por separado. Y para la elección de ayuntamientos el Partido Acción Nacional se encarga de la nominación en cinco municipios mientras el Partido Revolucionario Institucional hace la designación en seis municipios.

## Resultados electorales

### Congreso local

Diputados Locales Electos por partido político en 2024
Morena
PVEM
PT

|  | 44.57 % |

|  | 16.85 % |

|  | 11.83 % |

|  | 10.01 % |

|  | 4.77 % |

|  | 3.79 % |

|  | 2.52 % |

|  | 1.84 % |

|  | 4.61 % |

|  | 100 % |

#### Distrito 01. Kantunilkín
|  | 57.86 % |

|  | 26.53 % |

|  | 9.84 % |

|  | 1.20 % |

|  | 0.96 % |

|  | 96.38 % |

|  | 3.49 % |

|  | 0.13 % |

#### Distrito 02. Cancún
|  | 60.37 % |

|  | 24.99 % |

|  | 8.63 % |

|  | 1.48 % |

|  | 1.18 % |

|  | 96.65 % |

|  | 3.17 % |

|  | 0.18 % |

#### Distrito 03. Cancún
|  | 83.85 % |

|  | 5.90 % |

|  | 5.45 % |

|  | 0.92 % |

|  | 0.64 % |

|  | 96.77 % |

|  | 3.10 % |

|  | 0.13 % |

#### Distrito 04. Cancún
|  | 80.07 % |

|  | 7.21 % |

|  | 5.62 % |

|  | 1.88 % |

|  | 1.55 % |

|  | 96.34 % |

|  | 3.59 % |

|  | 0.08 % |

#### Distrito 05. Cancún
|  | 82.46 % |

|  | 6.00 % |

|  | 4.38 % |

|  | 2.10 % |

|  | 1.10 % |

|  | 0.76 % |

|  | 96.80 % |

|  | 3.08 % |

|  | 0.11 % |

#### Distrito 06. Cancún
|  | 79.27 % |

|  | 7.95 % |

|  | 6.64 % |

|  | 1.49 % |

|  | 1.04 % |

|  | 96.40 % |

|  | 3.40 % |

|  | 0.20 % |

#### Distrito 07. Cancún
|  | 78.56 % |

|  | 7.81 % |

|  | 7.59 % |

|  | 1.49 % |

|  | 0.98 % |

|  | 96.43 % |

|  | 3.41 % |

|  | 0.16 % |

#### Distrito 08. Cancún
|  | 36.18 % |

|  | 34.73 % |

|  | 12.08 % |

|  | 7.08 % |

|  | 1.78 % |

|  | 1.33 % |

|  | 1.33 % |

|  | 94.51 % |

|  | 5.39 % |

|  | 0.10 % |

#### Distrito 09. Playa del Carmen
|  | 69.72 % |

|  | 20.29 % |

|  | 5.00 % |

|  | 1.10 % |

|  | 0.61 % |

|  | 96.72 % |

|  | 3.19 % |

|  | 0.08 % |

#### Distrito 10. Playa del Carmen
|  | 62.90 % |

|  | 26.25 % |

|  | 4.98 % |

|  | 1.23 % |

|  | 1.06 % |

|  | 96.42 % |

|  | 3.44 % |

|  | 0.14 % |

#### Distrito 11. Cozumel
|  | 52.61 % |

|  | 34.70 % |

|  | 4.78 % |

|  | 3.88 % |

|  | 0.86 % |

|  | 96.83 % |

|  | 3.10 % |

|  | 0.07 % |

#### Distrito 12. Tulum
|  | 66.05 % |

|  | 15.97 % |

|  | 11.93 % |

|  | 1.03 % |

|  | 0.83 % |

|  | 95.81 % |

|  | 4.11 % |

|  | 0.08 % |

#### Distrito 13. Bacalar
|  | 59.19 % |

|  | 18.76 % |

|  | 13.36 % |

|  | 2.98 % |

|  | 1.57 % |

|  | 95.86 % |

|  | 4.09 % |

|  | 0.05 % |

#### Distrito 14. Chetumal
|  | 62.29 % |

|  | 18.04 % |

|  | 9.59 % |

|  | 3.32 % |

|  | 2.21 % |

|  | 95.45 % |

|  | 4.45 % |

|  | 0.09 % |

#### Distrito 15. Chetumal
|  | 53.69 % |

|  | 25.20 % |

|  | 11.97 % |

|  | 3.84 % |

|  | 1.42 % |

|  | 96.12 % |

|  | 3.79 % |

|  | 0.09 % |

### Ayuntamientos
|  | 41.38 % |

|  | 16.47 % |

|  | 12.83 % |

|  | 11.92 % |

|  | 5.32 % |

|  | 3.95 % |

|  | 3.08 % |

|  | 1.39 % |

|  | 0.32 % |

|  | 96.66 % |

|  | 3.17 % |

|  | 0.16 % |

|  | 55.46 % |

#### Benito Juárez
|  | 74.22 % |

|  | 15.27 % |

|  | 7.10 % |

|  | 1.38 % |

|  | 1.37 % |

|  | 99.34 % |

|  | 0.65 % |

|  | 0.01 % |

#### Cozumel
|  | 47.35 % |

|  | 39.28 % |

|  | 8.42 % |

|  | 1.55 % |

|  | 0.53 % |

|  | 97.13 % |

|  | 2.83 % |

|  | 0.05 % |

#### Felipe C. Puerto
|  | 50.10 % |

|  | 39.78 % |

|  | 2.25 % |

|  | 1.96 % |

|  | 1.87 % |

|  | 95.95 % |

|  | 4.02 % |

|  | 0.03 % |

#### Isla Mujeres
|  | 80.38 % |

|  | 8.07 % |

|  | 5.54 % |

|  | 1.60 % |

|  | 1.43 % |

|  | 97.03 % |

|  | 2.92 % |

|  | 0.05 % |

#### José M. Morelos
Esta elección fue marcada por múltiples declinaciones, originalmente se contaban con 7 candidatos, de los cuales 3 declinaron a favor de otros y 1 no participó, haciendo que la elección en la práctica fuera entre 3 candidatos:
- Erik Noe Borges Yam (Morena)
- Luis Hernan Carrillo Gongora (PVEM)
- Jose Francisco Puc Cen (MC)
- Jennifer Bernice Lizama Pech (PRD) (declina a favor de Jose Francisco Puc Cen)[15]
- Carlos Cortina Alamilla (PAN-PRI) (declina a favor de Luis Hernan Carrillo Gongora)[16]
- Montserrath Pat Meléndez (PT) (declina a favor de Jose Francisco Puc Cen, PT se une a campaña del PVEM)[17]
- Janneth Pacheco Blanco (MAS) (No participó)[18]

|  | 45.81 % |

|  | 25.49 % |

|  | 24.26 % |

|  | 0.38 % |

|  | 0.12 % |

|  | 96.06 % |

|  | 3.92 % |

|  | 0.02 % |

#### Lázaro Cárdenas
|  | 61.10 % |

|  | 30.44 % |

|  | 2.35 % |

|  | 1.63 % |

|  | 1.22 % |

|  | 96.74 % |

|  | 3.26 % |

|  | 0.01 % |

#### Othon P. Blanco
|  | 41.02 % |

|  | 40.45 % |

|  | 9.38 % |

|  | 2.47 % |

|  | 1.70 % |

|  | 1.55 % |

|  | 96.57 % |

|  | 3.32 % |

|  | 0.11 % |

#### Solidaridad
|  | 56.68 % |

|  | 36.42 % |

|  | 2.63 % |

|  | 0.70 % |

|  | 0.51 % |

|  | 96.94 % |

|  | 2.97 % |

|  | 0.09 % |

#### Tulum
|  | 52.01 % |

|  | 41.14 % |

|  | 2.40 % |

|  | 0.39 % |

|  | 95.94 % |

|  | 3.74 % |

|  | 0.32 % |

#### Bacalar
|  | 53.50 % |

|  | 18.92 % |

|  | 10.29 % |

|  | 8.61 % |

|  | 3.69 % |

|  | 95.01 % |

|  | 4.90 % |

|  | 0.09 % |

#### Puerto Morelos
|  | 60.34 % |

|  | 30.19 % |

|  | 3.67 % |

|  | 1.69 % |

|  | 95.88 % |

|  | 4.02 % |

|  | 0.10 % |